# Somewhere in Time (álbum de Iron Maiden)
Somewhere In Time —en español: En algún lugar en el tiempo— es el sexto álbum de estudio de la banda británica de heavy metal Iron Maiden.
Fue lanzado al mercado el 29 de septiembre de 1986, siendo el primer álbum de estudio que no se publicó un año después de su antecesor; éste aspecto fue justificado por la propia banda para tener más tiempo para componer nuevas canciones, algo que sería la norma general en lo sucesivo. 

## Trasfondo y grabación
Somewhere In Time marca un cambio bastante notorio en el sonido de la banda con respecto a sus trabajos anteriores, al dejar de lado su crudeza habitual y evolucionar hacia un estilo más complejo y elaborado. 
Iron Maiden quería explorar nuevos horizontes musicales e introdujo el uso extensivo de sintetizadores. Algunos aficionados se vieron sorprendidos por este nuevo sonido, sin embargo, el grueso de los seguidores se mantuvo fiel a la banda. En términos generales, los cambios le otorgaron al grupo un nuevo aire, todo esto, en pleno auge del glam rock de los 80s. De esta forma, Iron Maiden se desmarcaba de la tendencia de otras bandas del género por seguir la tendencia de moda imperante, y se adentraban en atmósferas progresivas y épicas a su vez, dando como resultado un trabajo que hoy se define como una verdadera obra maestra.
Sin embargo, es vox populi que Bruce Dickinson no haya compuesto ninguna de las 8 canciones del disco. Según se afirma, fue el miembro que quedó más agotado de la gira World Slavery Tour, lo cual explica su ausencia. Pero también empezaba a tener interés por material distinto, intentando incluso meterse en el glam de dicha década, en consecuencia, fue una evolución problemática, pues sembró la semilla de su descontento por la banda y, ergo se quiera o no, tras tres álbumes de estudio más en los que no se sintió a gusto (Seventh Son of a Seventh Son (1988) ,No Prayer for the Dying (1990) y Fear of the Dark (1992)), abandonaría la banda y empezaría a crear material que realmente le apetecía haber hecho antes en la banda.

## Portada
El disco se inspira en tiempos futuristas al estilo de las películas Blade Runner, Star Wars o Mad Max . Esto se observa en la portada del mismo, creada por el artista gráfico Derek Riggs, quien diseño las portadas de Iron Maiden entre sus álbumes, EPs y sencillos publicados entre 1980 y 1992 (aunque continuó colaborando con la banda hasta el año 2000) . Una portada que contiene numerosas curiosidades y alusiones a la historia de la banda.

## Lista de canciones
| N.º   | Título                                       | Escritor(es)    | Duración |  |
| 1.    | «Caught Somewhere in Time»                   | Harris          | 7:28     |  |
| 2.    | «Wasted Years»                               | Smith           | 5:07     |  |
| 3.    | «Sea of Madness»                             | Smith           | 5:42     |  |
| 4.    | «Heaven Can Wait»                            | Harris          | 7:23     |  |
| 5.    | «The Loneliness of the Long Distance Runner» | Harris          | 6:31     |  |
| 6.    | «Stranger in a Strange Land»                 | Smith           | 5:42     |  |
| 7.    | «Deja-Vu»                                    | Murray / Harris | 4:56     |  |
| 8.    | «Alexander the Great (356-323 B.C.)»         | Harris          | 8:35     |  |
| 51:23 |                                              |                 |          |  |

## Integrantes
- Steve Harris. Bajista, bajo sintetizador.
- Bruce Dickinson. Vocalista.
- Dave Murray. Guitarrista, guitarra sintetizador.
- Adrian Smith. Guitarrista.
- Nicko McBrain. Baterista.